# Rudolph the Red-Nosed Reindeer (singel Destiny’s Child)
„Rudolph the Red-Nosed Reindeer” – drugi singel amerykańskiej grupy Destiny’s Child. Piosenka znalazła się na świątecznym albumie 8 Days of Christmas z 2001 roku.